# 지노비예프 서한
지노비예프 서한(Zinoviev letter)은 10월 29일에 열린 1924년 영국 총선을 4일 앞두고 영국 데일리 메일 신문이 발행하고 선정적으로 보도한 위조 문서였다. 이 서한은 모스크바에 있는 공산주의 인터내셔널(코민테른)의 그리고리 지노비예프 대표가 그레이트브리튼 공산당(CPGB)에 선동적인 활동에 참여하라고 명령하는 지시로 쓰여진 것으로 알려져 있다. 노동당 (영국) 정부 하에서 영국-소련 관계가 정상화되면 영국 노동계급이 급진화되고 CPGB가 볼셰비키식 혁명을 추구하는 데 유리한 위치에 놓이게 될 것이라고 명시했다. 또한 이러한 영향이 대영 제국 전역으로 확장될 것이라고 제안했다. 우익 언론은 이 편지를 영국 정치에 대한 심각한 해외 전복으로 묘사하고, 램지 맥도널드가 이끄는 현 노동당 정부가 이 계획의 기반이 되는 것으로 보이는 소련과의 정치적 화해 및 개방 무역 정책을 장려했다고 비난했다. 이번 선거는 첫 번째 노동당 정부가 무너지고 보수당이 강력한 승리를 거두며 자유당 (영국)이 계속 붕괴되는 결과를 가져왔다. 노동당 지지자들은 종종 적어도 부분적으로는 편지를 자신들의 당이 패배한 원인으로 비난했다.
이 편지는 출판 당시와 그 이후 한동안 진본으로 널리 받아들여졌지만, 이제 역사가들은 그것이 위조라는 데 동의한다. 이 편지는 아마도 현재 진행 중인 자유당 투표의 붕괴를 촉진하여 보수당 (영국)을 도왔고, 결과적으로 보수당의 압승을 가져왔을 것이다. A. J. P. 테일러는 편지의 가장 중요한 영향이 노동당의 사고방식에 영향을 미쳤다고 주장했는데, 노동당은 이후 몇 년 동안 자신의 패배에 대해 반칙을 비난하여 직장의 정치 세력을 오해하고 테일러가 노동당에서 필요한 개혁으로 간주한 것을 연기했다.

## 같이 보기
- 10월의 이변
- 치머만 전보